# Heinrich Mache
Heinrich Mache (27 avril 1876 à Prague, République tchèque - 1er septembre 1954 à Vienne, Autriche) est un physicien autrichien.